# Ruppertszell
Ruppertszell ist ein Pfarrdorf und Ortsteil der Gemeinde Schiltberg im Landkreis Aichach-Friedberg, der zum Regierungsbezirk Schwaben in Bayern gehört.

Zur Gemarkung gehören auch das Kirchdorf Metzenried, das Dorf Wundersdorf, der Weiler Kemnat und die Einöden Frankenzell, Kühnhausen, Pranst und Thalhof.

## Geographie
Ruppertszell und seine Ortsteile liegen im Donau-Isar-Hügelland und damit im unterbayerischen Hügelland, das zum Alpenvorland, einer der naturräumlichen Haupteinheiten Deutschlands, gehört.
Ruppertszell liegt circa zwei Kilometer östlich von Schiltberg, Wundersdorf liegt direkt östlich angrenzend an Ruppertszell, Metzenried liegt circa einen Kilometer südlich und Kemnat circa einen Kilometer nordöstlich von Ruppertszell. Der Thalhof liegt 200 Meter westlich von Kemnat, Pranst ca. 800 Meter südwestlich von Ruppertszell, Frankenzell ca. 500 Meter nordöstlich und Kühnhausen ca. 500 Meter westlich von Metzenried.
Direkt westlich von Ruppertszell entspringt der Holzländer Bach, fließt dann nach Nordwesten und mündet zwischen Schiltberg und Weilach als rechter Zufluss in die Weilach.

## Geschichte
Die katholische Pfarrei Sankt Michael in Ruppertszell gehört zum Dekanat Aichach-Friedberg im Bistum Augsburg. Zur Pfarrei gehören auch noch die Filiale Sankt Stephan in Metzenried und die Ortschaften Birglbach, Frankenzell, Kemnat, Kühnhausen, Pranst, Thalhof und Wundersdorf.
Bis zum 1. Juli 1971 gehörte Ruppertszell mit seinen Ortsteilen als selbstständige Gemeinde zum oberbayerischen Landkreis Aichach und wurde dann im Zuge der Gebietsreform in Bayern in die Gemeinde Schiltberg eingemeindet.

## Baudenkmäler
Siehe: Liste der Baudenkmäler in Ruppertszell